# East Williamston
East Williamston är en community i Storbritannien.   Den ligger i kommunen Pembrokeshire och riksdelen Wales, i den södra delen av landet, 300 km väster om huvudstaden London.
I communityn ligger även byn Pentlepoir.